# Volker Nehring
Volker Nehring (* 1981) ist ein deutscher Entomologe und Evolutionsbiologe. Er widmet sich vornehmlich der Ameisenforschung (Myrmekologie). 

## Leben
Nehring erlangte im Jahr 2003 sein Vordiplom in Biologie an der Universität Münster. 2007 erhielt er das Diplom in Biologie von der Albert-Ludwigs-Universität Freiburg 2011 wurde er mit der Dissertation Recognition within and between Colonies of Leaf-Cutting Ants unter der Leitung von Patrizia d’Ettorre an der Universität Kopenhagen zum Ph.D. in Biologie promoviert. Im selben Jahr absolvierte er seine Postdoc-Phase am Biologischen Institut der Universität Kopenhagen. 2012 wurde er wissenschaftlicher Assistent in der Abteilung für Evolutionsbiologie und Ökologie und seit 2013 ist er Akademischer Rat an der Universität Freiburg. 2020 habilitierte er sich an der Universität Freiburg.
Nehrings Forschungsschwerpunkte sind die Kommunikation innerhalb und zwischen Arten, vorzugsweise die chemische Kommunikation bei Ameisen, die Koevolution im Allgemeinen, aber meist zwischen bestimmten Milben und bestimmten Käfern sowie der Alterungsprozess bei sozialen Insekten.
Nehring ist Mitglied der Deutschen Zoologischen Gesellschaft, wo er als einer von drei Sprechern für den Fachbereich Evolutionsbiologie fungiert.